# ナイフレスト

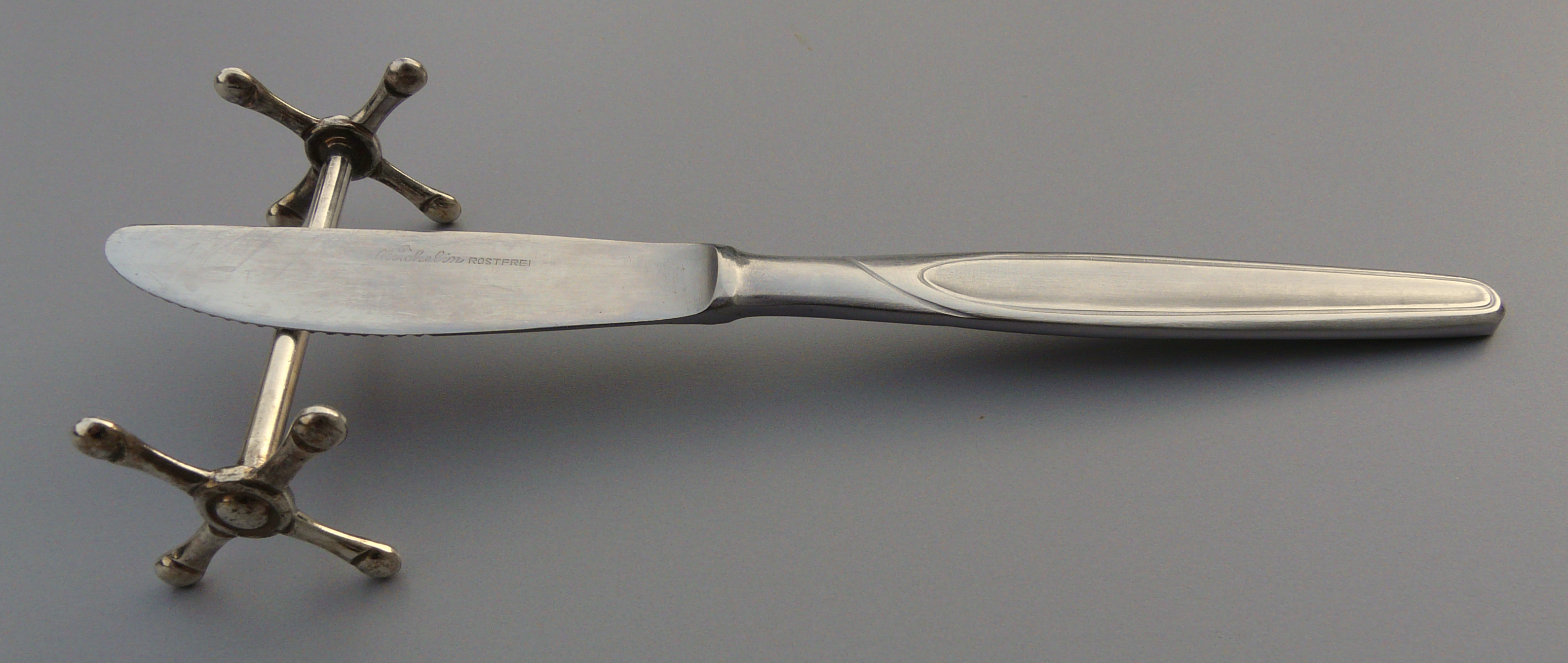
ナイフレスト

ナイフレスト(Knife rest)は、ナイフがテーブルに触れるのを防ぐためにナイフを置くのに用いるテーブルウェアである。ナイフだけでなく、ナイフとフォークの2本、あるいはナイフ・フォーク・スプーンの3本を乗せる場合もある。いずれの場合もナイフレストと呼ばれている。同様の食器に、スプーンレストやアジアで用いられる箸置き、箸・スプーン置きがある。

## 歴史
近代的なナイフレストは、17世紀末から18世紀初めに発明されたが、恐らくはただの木にナイフを置くことは、ヘンリー8世の時代に遡る。これらは、ナイフ、フォーク、テーブルクロスが食べ物の汁で汚れるのを防ぐために開発された。しかし、後にこれらはセットで発展した。
ヴィクトリア朝時代には、ナイフレストは様々な素材、デザイン、形のものが作られた。素材としては、金、銀、真珠層、象牙等が用いられた。フランスでもporte-couteauxとして知られるナイフレストが作られた。ロシア、ドイツやその他のヨーロッパの国でもこの頃にナイフレストが発達した。同様に、中国では箸置きが作られた。
19世紀末から、ほとんどのナイフは取っ手に向かって重みが付くように設計されるようになった。このため、ヴィクトリア朝末期のエチケットのマニュアルでは、ナイフを置くことでテーブルクロスが汚れる心配をすることはなくなったと書かれるようになった。20世紀中盤に向かって、重い骨の取っ手が軽いプラスチックに変わるようになり、テーブルクロスを汚す危険が再び現れてきた。
西洋の世界では、ナイフレストは20世紀前半までは上流階級を中心に実際にテーブルで使用されていたが、現在は大部分がコレクターアイテムとして購入されている。